# Robert of Bingham

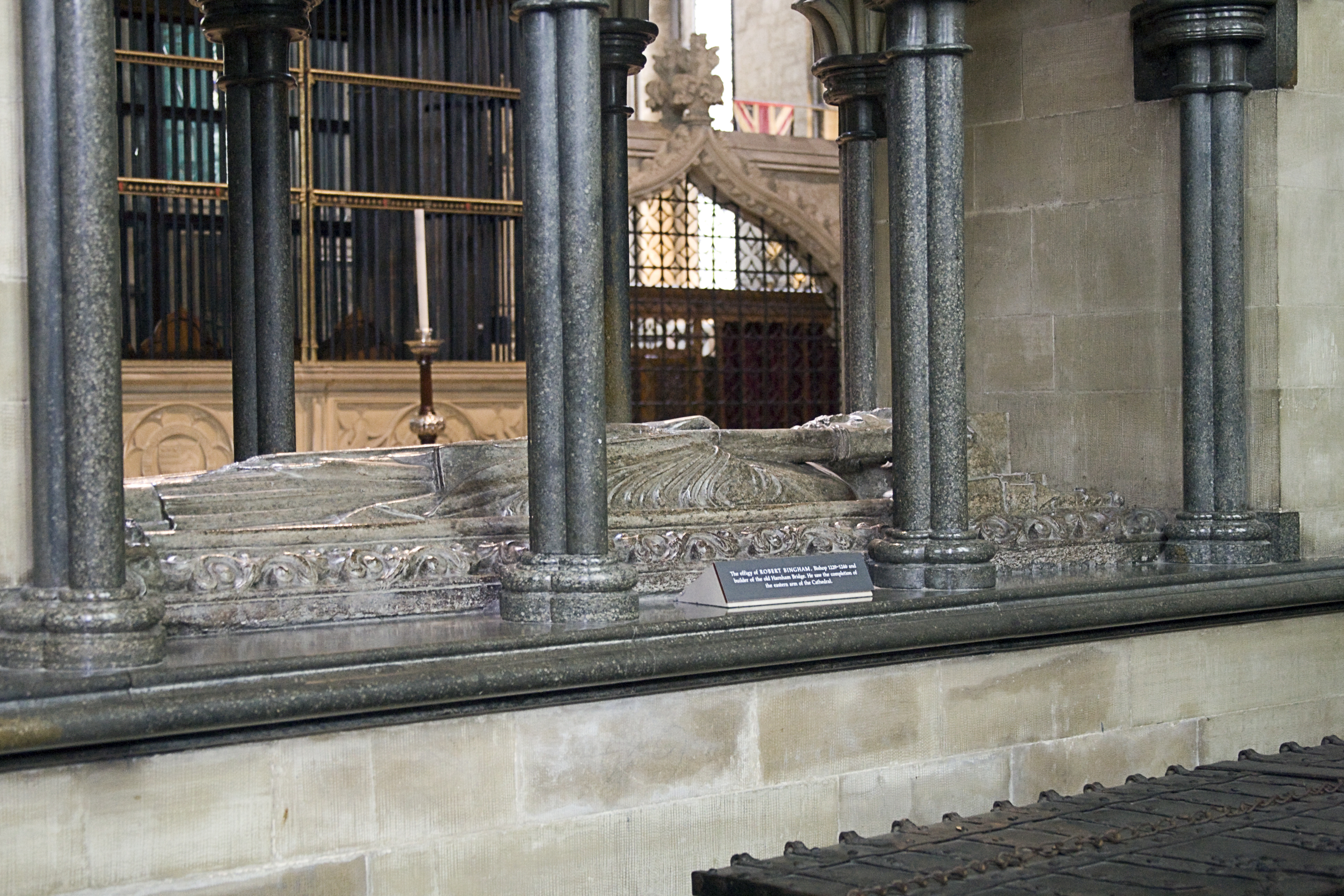
Grabdenkmal für Robert of Bingham in der Kathedrale von Salisbury

Robert of Bingham († unsicher: 3. November 1246) war ein englischer Geistlicher. Ab 1228 war er Bischof von Salisbury.

## Herkunft und Aufstieg als Theologe
Robert of Bingham entstammte möglicherweise der Familie Bingham aus Sutton Bingham in Somerset oder einem Zweig der Familie aus Melcombe Bingham in Dorset. Er besuchte wohl eine Universität, denn im Juli 1211 wird er als Master bezeichnet. Erstmals erwähnt wird Bingham 1210 als Gehilfe des Sheriffs von Norfolk und Suffolk. Möglicherweise gehörte er damals zum Haushalt von Bischof John de Gray von Norwich. Vor März 1218 war Bingham Doktor der Theologie und lebte in Oxford, wo er vermutlich an der Universität von Oxford lehrte. In Oxford erhielt er vom päpstlichen Legaten Guala den Auftrag, einen Streit über das St Bartholomew’s Hospital in der Stadt beizulegen. In Oxford wurde wohl auch Richard Poore, der seit 1217 Bischof von Salisbury war, auf Bingham aufmerksam. Poore übergab Bingham als renommiertem Theologen vor 1219 eine Stelle als Kanoniker an der neuen Kathedrale von Salisbury. Bingham lebte zumindest zeitweise in Salisbury, wo er im September 1225 an der Weihe der Altäre der Kathedrale teilnahm. Am 15. August 1226 versäumte er jedoch die Teilnahme an einer bedeutenden Kapitelversammlung und auch während der Fastenzeit 1227 lebte er nicht in Salisbury. Nachdem Richard Poore im Sommer 1228 zum neuen Bischof von Durham gewählt worden war, wählte das Kathedralkapitel am 9. September Bingham zum neuen Bischof von Salisbury. Wenig später bestätigte der König die Wahl, und auch Papst Gregor IX. erkannte die Wahl am 16. Dezember 1228 in Perugia an. Da das Amt des Erzbischofs von Canterbury jedoch vakant war, erfolgte Binghams Bischofsweihe erst am 27. Mai 1229. Die Weihe von Bingham erfolgte schließlich durch die Bischöfe von Jocelin von Bath und William von Worcester in Wilton, da er für eine Reise nach Canterbury zu krank war.

## Bischof von Salisbury
Bingham war offenbar häufiger krank. Am 19. Oktober 1233 nahm er an einer Versammlung seines Kathedralkapitels nicht teil, bei dem der Weiterbau der Kathedrale besprochen wurde. In den 1240er Jahren war er mehrfach schwer erkrankt, weswegen er zwischen Dezember 1242 und April 1246 die Weihen von vier Äbten in seiner Bischofsresidenz statt in der Kathedrale von Salisbury vornahm. Im November 1245 konnte er dazu wegen einer Krankheit nicht die ernsthaften Beschwerden der Mönche von Abingdon Abbey gegen ihren Abt untersuchen. Dennoch nahm Bingham sein Amt als Bischof gewissenhaft wahr. Den Großteil seiner Amtszeit verbrachte er in seiner Diözese. Er erweiterte 1239 die von seinem Vorgänger Richard Poore erlassenen Diözesanstatuten, die nun 60 Abschnitte umfassten und die Gottesdienste und die Seelsorge seiner Diözese regelten. Am 2. April 1234 nahm er an der Weihe von Edmund of Abingdon zum Erzbischof von Canterbury teil und setzte sich zusammen mit seinem Kathedralkapitel 1241 in einem Brief an den Papst für dessen Heiligsprechung ein. Zusammen mit sieben weiteren Bischöfen unterstützte er 1243 die Ansprüche der Mönche des Kathedralpriorats von Canterbury während einer Sedisvakanz des Erzbistums.

## Nur geringe politische Bedeutung
Politisch spielte Bingham nur eine geringe Rolle. Als 1233 der ehemalige Justiciar Hubert de Burgh aus seiner Haft ins Kirchenasyl einer Kirche in Devizes flüchtete, zerrten ihn seine Verfolger gewaltsam aus der Kirche. Gegen diese Verletzung der Rechte der Kirche protestierte Bingham energisch und exkommunizierte mit Billigung der meisten anderen englischen Bischöfe de Burghs Verfolger. Am 28. Januar 1237 bezeugte er in Westminster die erneute Anerkennung der Magna Carta und der Forstcarta durch König Heinrich III. In Salisbury gründete er das St Nicholas’s Hospital südlich der Kathedrale neu, und vermutlich schon ab 1231 ließ er über den River Avon eine Steinbrücke errichten, die den Zugang zur Stadt von Südwesten aus wesentlich erleichterte.
Für den 31. Oktober 1246 ist letztmals eine Handlung von Bingham belegt. Er starb Anfang November, am 7. November erhielt eine Abordnung des Kathedralkapitels die Erlaubnis, einen neuen Bischöf zu wählen. Bingham wurde in der Kathedrale von Salisbury bestattet. Kurz nach seinem Tod wurde für ihn ein prächtiges Grabdenkmal aus Purbeck-Marmor errichtet.